# جاكي أوليفر
جاكي أوليفر (بالإنجليزية: Jackie Oliver)‏ مواليد 14 أغسطس 1942، هو سائق فورملا 1 بريطاني سابق بدأ مسيرته الاحترافية سنة 1967. كان أول سباق له هو جائزة ألمانيا الكبرى 1967. خاض خلال مسيرته 51 سباقاً.

## سباقات شارك فيها
- لو مان 24 ساعة
- بطولة العالم للسيارات الرياضية